# دوک‌نشین هولشتاین
دوک‌نشین هولشتاین (آلمانی:Herzogtum Holstein، دانمارکی:Hertugdømmet Holsten) ایالتی شمالی در امپراتوری مقدس روم بود که اکنون بخشی از ایالت شلسویگ-هولشتاین در آلمان می‌باشد .